# 2015 TB145
2015 TB145は、地球近傍小惑星の1つである。直径はおおよそ600メートルで、世界時(UT)の2015年10月31日17時01分に地球から月までの距離の約1.27倍まで接近した。
地球に最接近する際、見かけの等級は10に達したが、当日の月相は80％程度であった。最も輝く際には北半球のみからよく見ることが可能となった。2015年10月31日11時00分(UT)にはおうし座の方向、月から約9度のところに位置し、1時間に3.4度移動していた。最も接近する際には、おおぐま座の方向、月から約56度のところに位置し、1時間に14.7度分移動していた。最接近した後は急激に暗くなり、急速に太陽に近づくのが観測された。

## 概観

アレシボ天文台によるレーダー画像

この小惑星は2015年10月10日、パンスターズ(Pan-STARRS)計画の一環として、見かけの等級が20の時に1.8メートルのリッチー・クレチアン式望遠鏡を使って最初に観測された。10月31日には月から0.00191 AU (286,000 km)、地球から0.00325 AU (486,000 km)のところを通過した。
今回の最接近は、レーダー天文学の観点からゴールドストーン深宇宙通信施設やグリーンバンク望遠鏡といった施設を使用して研究される。1ピクセルあたり2mという高解像度での観測が期待できる、2015年で最もレーダーによる観測に適した対象といえる。
地球にこれほど近づく（見かけの等級が20以下の）天体は、2006年7月3日に月までの距離から1.1倍のところを通過した2004 XP14であった。この大きさで次に地球に接近するとされているのは(137108) 1999 AN10(en)で、2027年8月7日に月までと同じ距離の地点を通る。

## 彗星起源となる可能性
高い軌道傾斜角、離心率から、2015 TB145は彗星・小惑星遷移天体なのではないかと推測される。ピーター・ジェニスケンとジェレミー・ヴァーバイリオンによる軌道計算によれば、2015年において流星を生み出す可能性はない。流星体は地球の軌道から0.0007 AU (100,000 km) 以内の場所を通過する必要がある。もし流星体が地球の進路を横切った場合、流星群の放射点はエリダヌス座となる。しかし全天流星観測カメラ（CAMS：Cameras for All-sky Meteor Surveillance）は2013年から2014年にかけて推定される領域には何の活動も捉えていない。